# 大森公園
大森公園（おおもりこうえん）は、秋田県横手市大森町にある都市公園。城址近辺のエリアを大森公園、レクリエーションエリアを大森リゾート村（おおもりリゾートむら）と呼ぶこともあるが、本項では一体的に見て解説する。
テニスコート、体育館、野球場、多目的広場などのスポーツ施設や、日帰り入浴が可能な宿泊温泉施設が整備されており、5月には「芝桜フェスタ」が開催されることで知られている。

## 概要
1469年から1487年にかけて、小野寺長門守道高が「岩渕城」を築城、1580年頃、小野寺孫五郎康道（大森五郎）が入城し「大森城」と改称し、城址公園となっている。
1901年に、旧大森町が町制施行されたことを記念し、約1000本の桜が植えられて公園として整備された。
1976年に『教育の町』を宣言した大森町は、住民の体力づくりのために、1982年度から1989年度にかけて「カントリーパーク事業」としてテニスコートや体育館、屋内プールや多目的広場を整備した。

## 主な施設

### 大森テニスコート

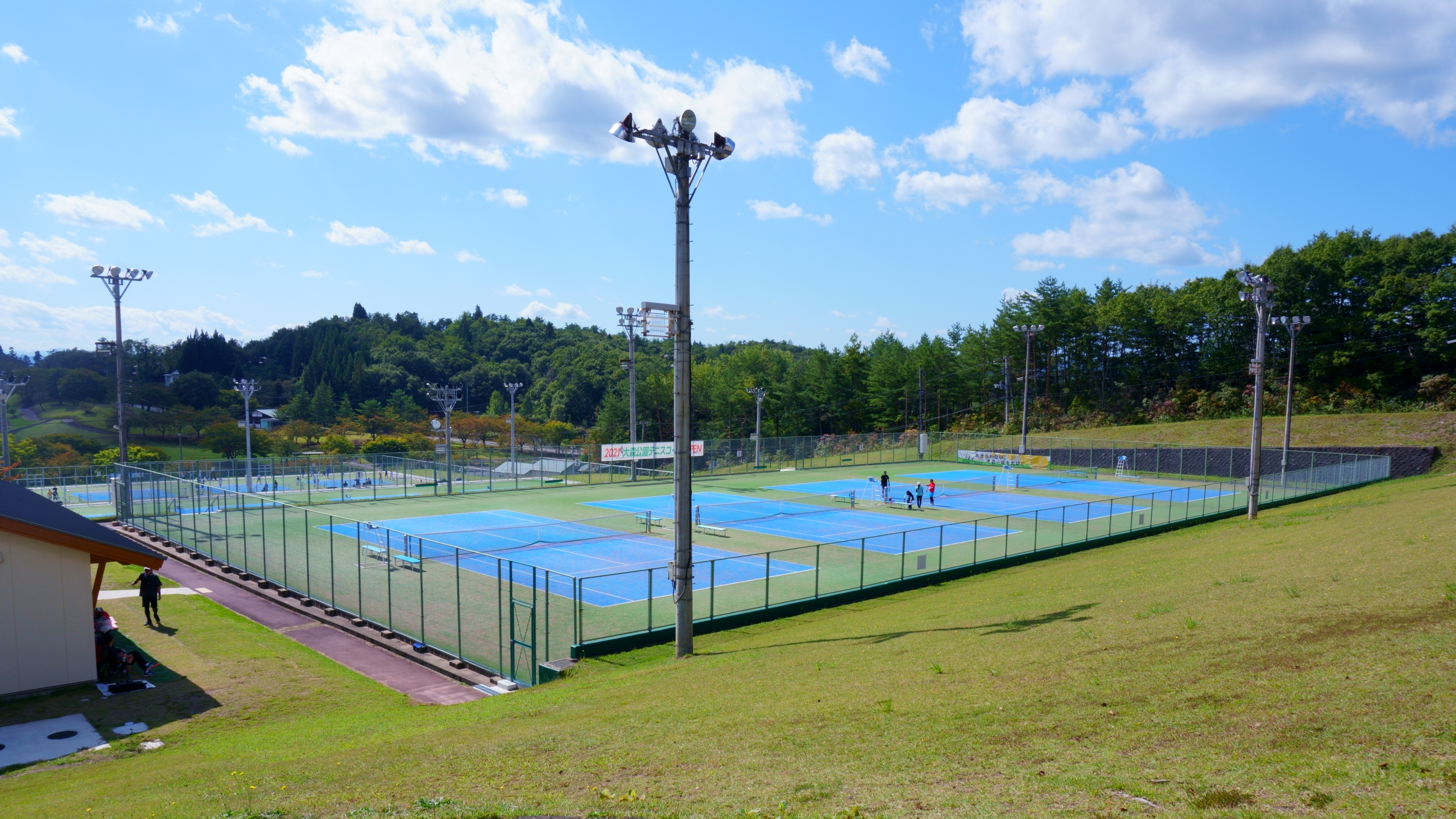
大森テニスコート

市内では最大規模のテニスコートで、グリーンとブルーの砂入り人工芝コートが12面、内ナイター照明は8面が利用可能。2020年より大規模な改修、増築工事を行い、2021年5月30日にオープニングイベントを開催した。増築されたテニスコートがある場所には、かつて「大森プール」と呼ばれた温水プールが存在していた。当時は開閉式の屋根（末期は破損、常時開放状態に）、25mx6コース、サウナ等があった。工事前はコート4面での供用だった。
- 所在地：〒013-0519 秋田県横手市大森町字持向190番地
- 開場時間：9:00 - 21:00[14]
- 休場日：毎週月曜日、冬季[14]

### 大森体育館

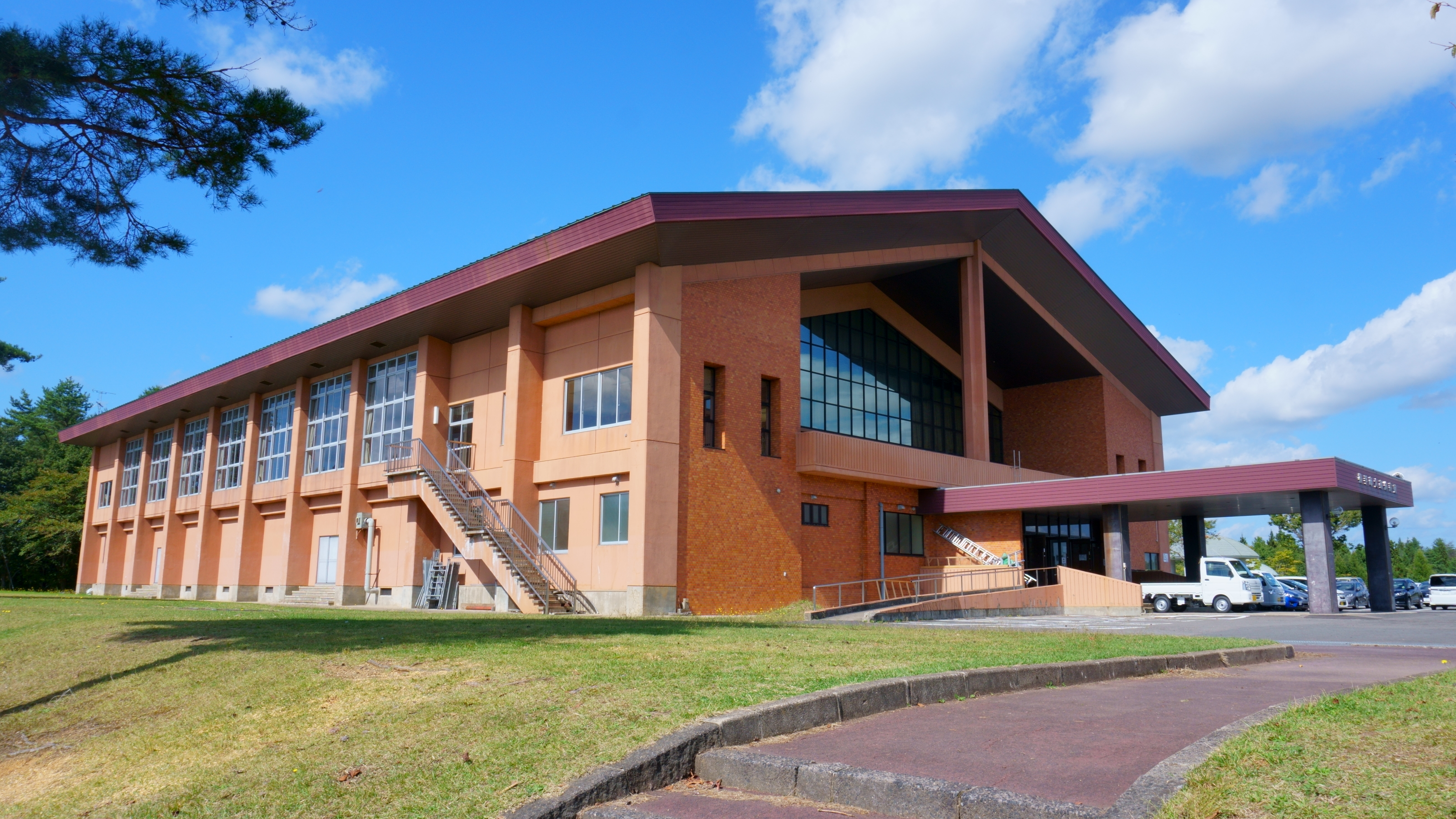
横手市大森体育館

アリーナ、トレーニング室が利用可能。アリーナは1360m2、収容人数は300人、バスケットボール2面（バレー2面・バドミントン6面）。トレーニング室には筋力荷重機器、歩行機器、固定自転車、バーベル等があり、個人での利用も可能。
- 所在地：〒013-0519 秋田県横手市大森町字持向192番地
- 開館時間：9:00 - 21:00[14]
- 休館日：毎週月曜日、年末年始（12月29日 - 1月3日）[14]
- 駐車場：160台

### 大森野球場

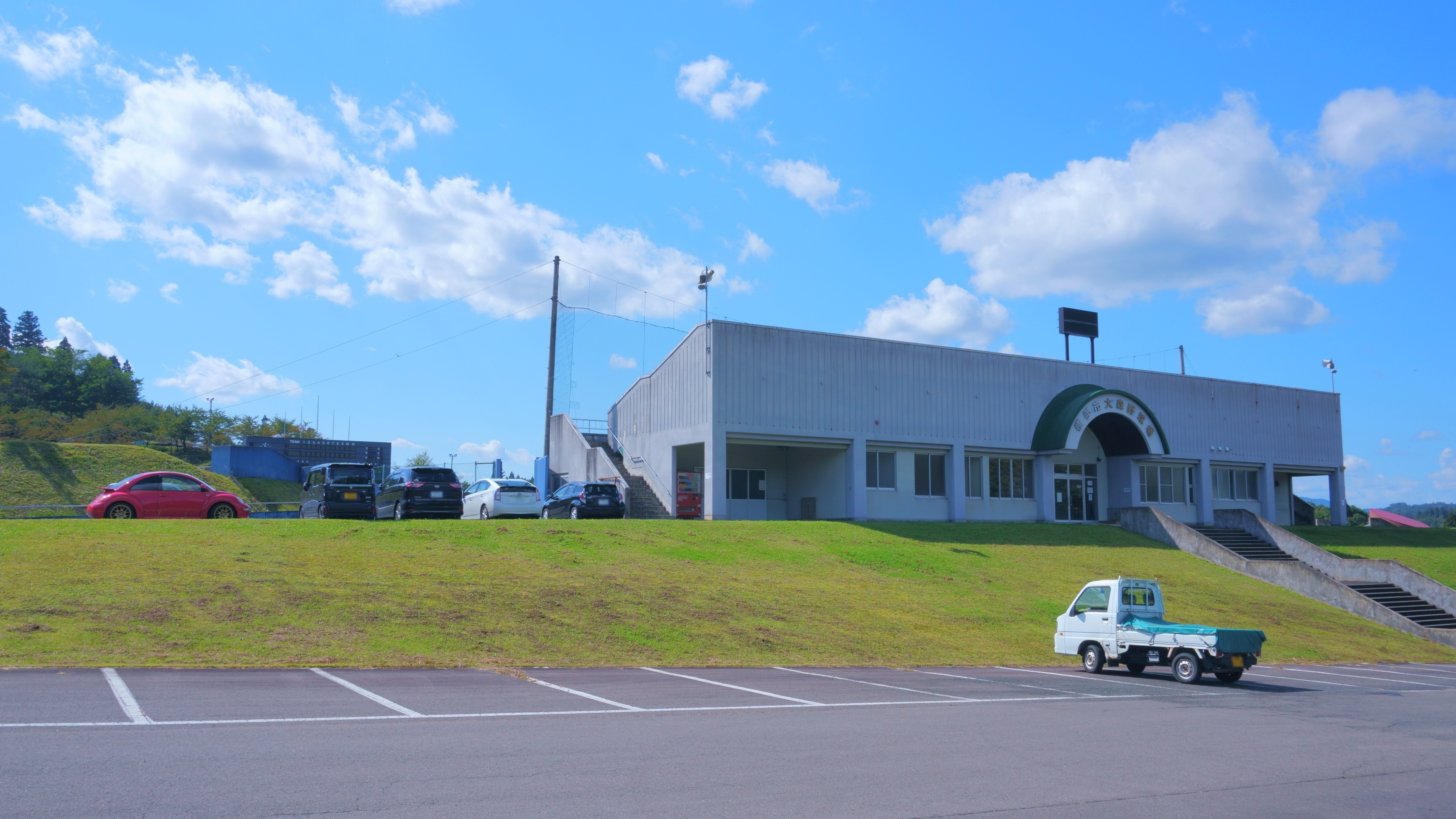
横手市大森野球場

両翼97m、中堅120m、電光掲示板等が整備されている。2007年に開催された秋田わか杉国体では軟式野球一般Bの会場となった。
- 所在地：〒013-0517 秋田県横手市大森町字高口下水戸堤1番地
- 開場時間：9:00 - 19:00[14]
- 休場日：毎週月曜日、冬季[14]
- 駐車場：50台

### 大森多目的広場

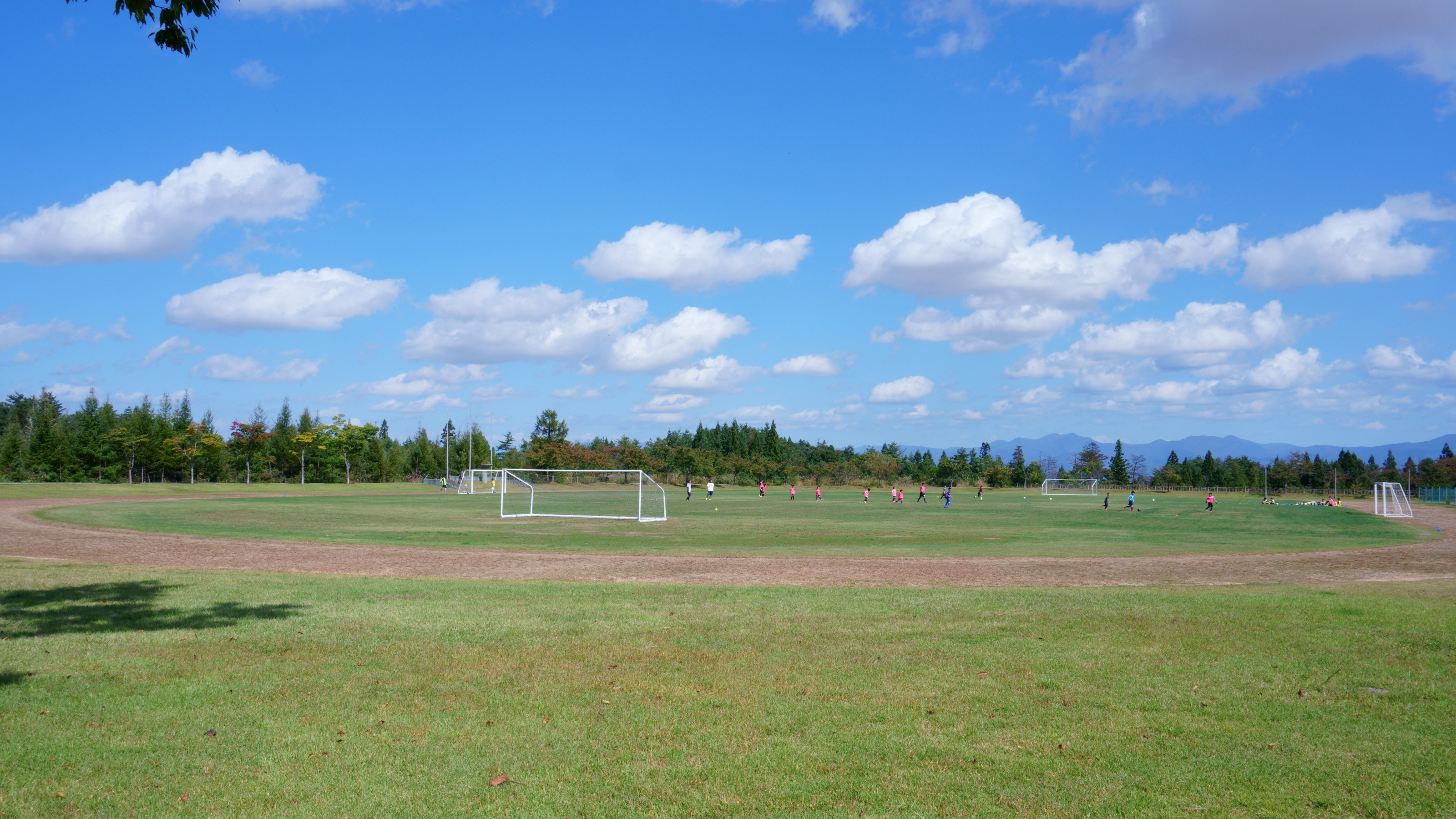
大森多目的広場

サッカー、陸上競技の練習やジョギングなど多目的な利用が可能。400mトラック。
- 所在地：〒013-0519 秋田県横手市大森町字持向38番地1
- 開場時間：9:00 - 19:00[14]
- 休場日：毎週月曜日、冬季[14]
- 駐車場：200台

### 旧大森公園スキー場
利用者の減少に伴い、2017年 - 2018年のシーズンをもって廃止された。廃止前最後のシーズンに限り、無料で開放された。廃止後も、5月になるとスキー場の斜面が「大森リゾート村芝桜フェスタ」の会場として使用されている。1982年開業で、滑走式リフト1基、ロープトゥ1基が整備されていた。
- 所在地：〒013-0517 秋田県横手市大森町高口下水戸堤1番地
- 開場時間：9:00 - 16:30、ナイター 19:00 - 21:00
- 休場日：無休
- 現状：廃止

### 公共温泉施設
源泉を共有する公共温泉施設のさくら荘と大森健康温泉がある。
- 泉質：ナトリウム-カルシウム-硫酸塩-塩化物泉
- 泉温：42℃
- 湧出量：毎分321ℓ
- 無色透明

#### さくら荘

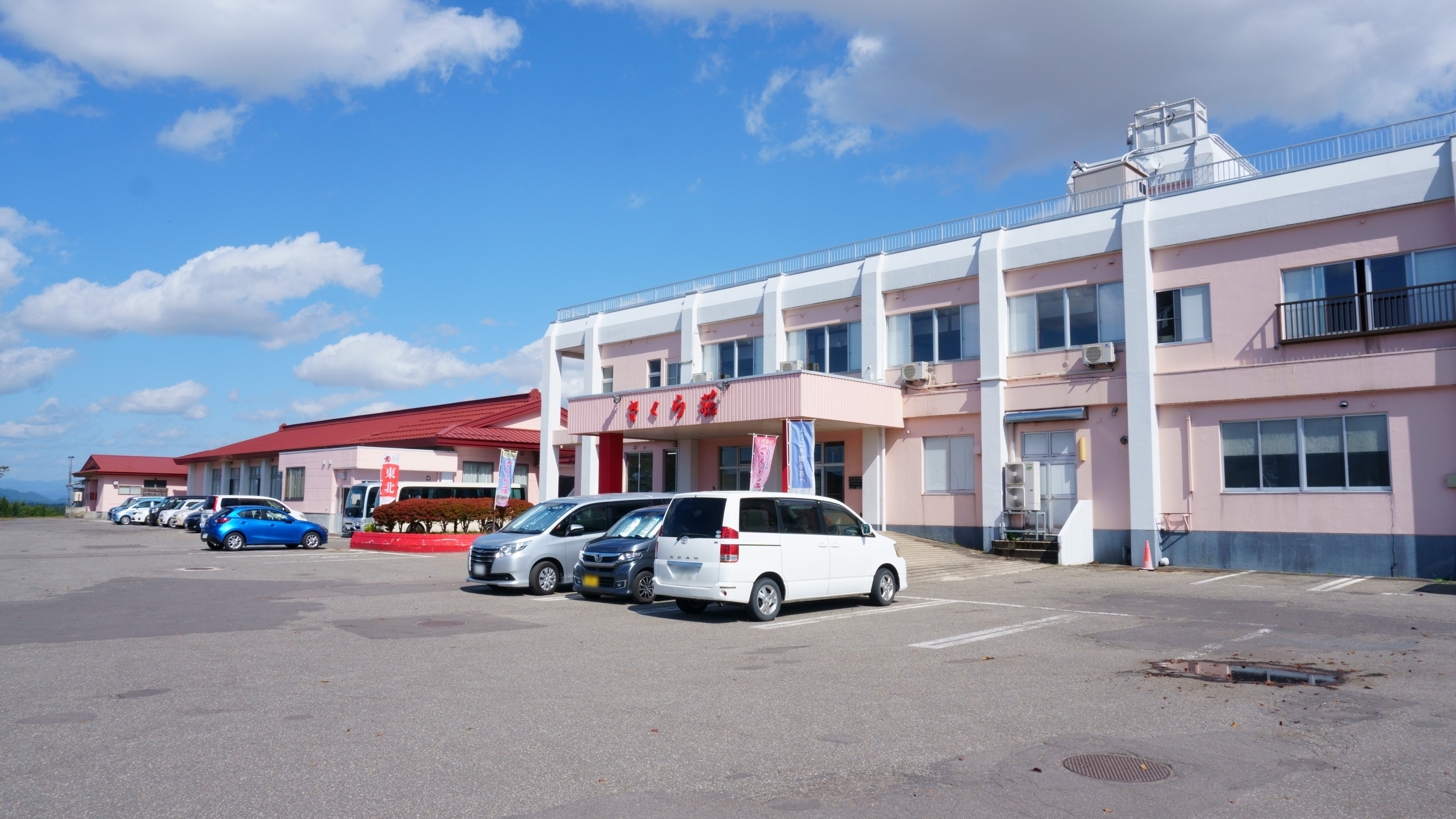
休養センターさくら荘

正式名称は横手市大森林業者等休養福祉施設。日帰り入浴が可能な宿泊温泉施設である。高台に位置し、客室や大広間からは横手盆地、奥羽山脈などを眺めることができる他、天候によっては、大浴場から横手盆地を覆う雲海を眺めることができる。
センター外にはログハウス風のコテージがあり、施設内には冷暖房、浴室やキッチンが整備されていて、宿泊が可能。4人用が2棟、6人用が3棟ある。他にはバーベキュー場等がある。
2017年度までの横手市市営の公共温泉施設再編により民間譲渡する方針だったが、実現せず、民間譲渡に取り組みながら当面は市直営で存続することになった。
- 所在地：〒013-0519 秋田県横手市大森町字持向165番地[22]
- 日帰り入浴 利用時間：5:40 - 8:00（朝）、10:00 - 21:00（昼 - 夜）
  - ここに無い時間は清掃時間
- 予約受付時間：10:00 - 18:00

- 設備
  - 広間：大広間 - 176畳、中広間 - 40畳、30畳各1部屋
  - 宿泊室
    - 和室：8畳（7室）、20畳・12.5畳各1部屋
    - 洋室：シングル2室、ツイン1室

  - その他施設：大浴場、レストラン、売店、会議室

#### 大森健康温泉
正正式名称は横手市大森農業者休養健康増進施設。1994年11月開業。宿泊設備はないが、日帰り温泉施設の他にトレーニングルームや大広間、談話ホールなどがある。木造平屋建てで、延床面積約800平方メートル。
2017年度までの横手市市営の公共温泉施設再編により民間譲渡。しかし、新型コロナウイルスの流行による経営悪化などを理由に、2023年4月1日に市へ返還。以降は休館となり、2024年5月から同年8月にかけて再び民間譲渡に向けた公募が行われたが、期間内に応募はなかったため、市は施設の廃止の方針を示していた。
2025年2月、由利本荘市に本社を置く伊藤建友が、高齢者向け住宅を備えた温泉施設として再整備する構想があり、市と協議していることが明らかになった。しかし、市は建物の一部にシロアリ被害が確認されているとして、瑕疵物件の譲渡は難しいと説明した。伊藤建友は、シロアリ被害については建物の全面改修によって解決可能であるとしている。なお、シロアリ被害については、2024年に譲渡先を公募した際には既に確認されており、この時点では事業者に説明して理解を得られれば問題ないであろうとの判断だった。しかし、シロアリ被害のある瑕疵物件を譲渡するという判断は軽率であったとして、施設の廃止方針は変えないとしている。
- 所在地：秋田県横手市大森町文天鏡田318番地[22]

## イベント

### 大森公園さくらまつり
大森公園の城跡付近で約1,000本の桜が咲く。
- 開催期間：4月中旬 - 5月上旬
- 料金：無料

### 大森リゾート村芝桜フェスタ
旧大森公園スキー場の斜面（8,000m2）に6種類、約220,000株の芝桜が植えられている。芝桜は「サクラの花」と「ヤマツツジの花」の形を描き、周りを曲線で囲み、その中を歩けるように整備されているところが特徴的である。
- 開催期間：5月中旬 - 下旬
- 料金：芝桜フェスタ期間中は、芝桜維持管理協力金として100円が徴収される。

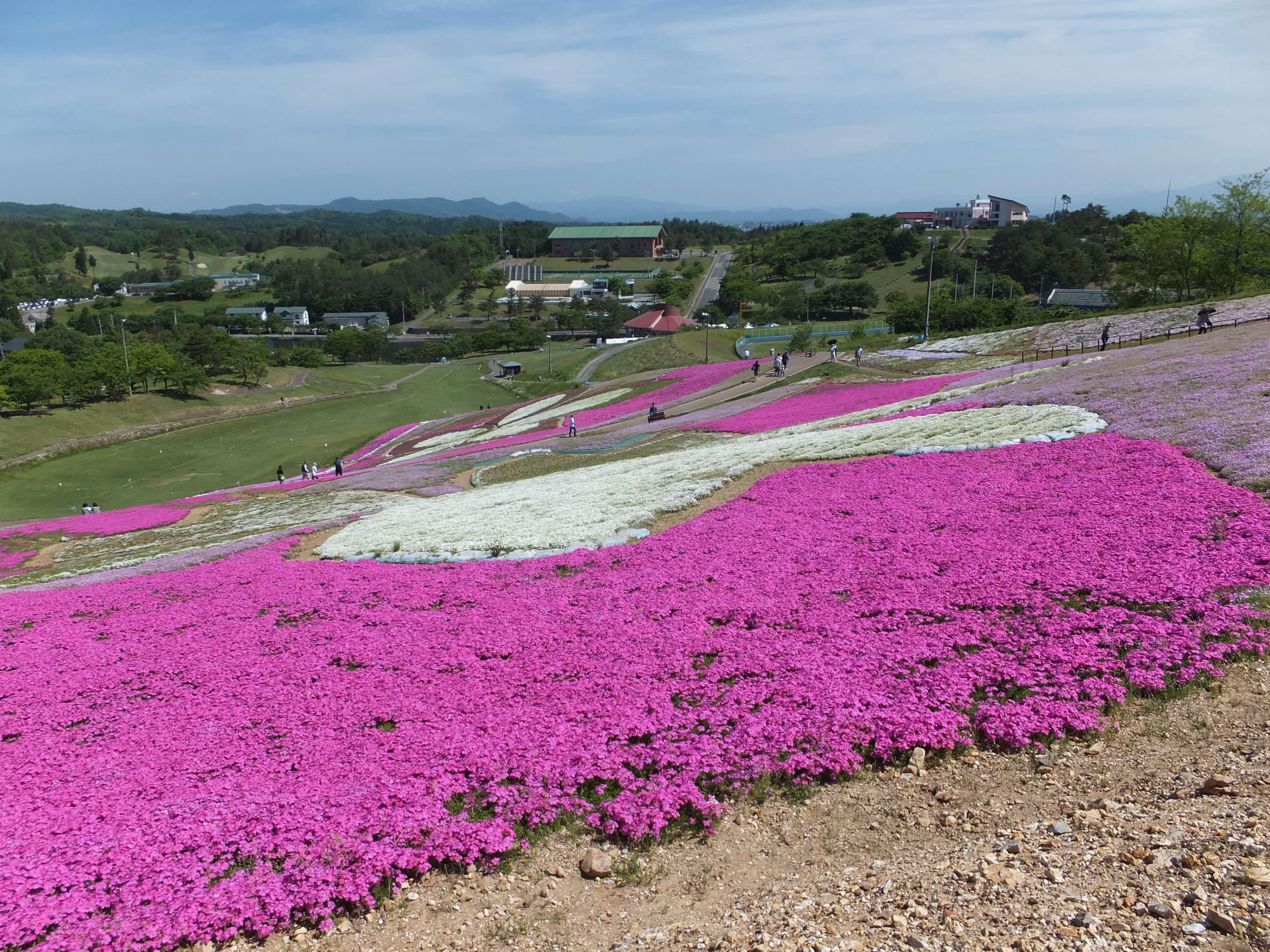
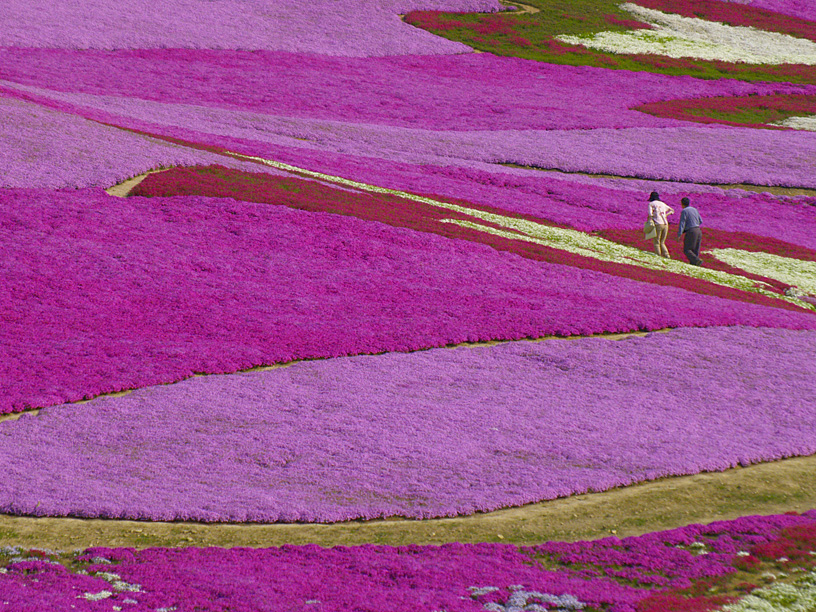
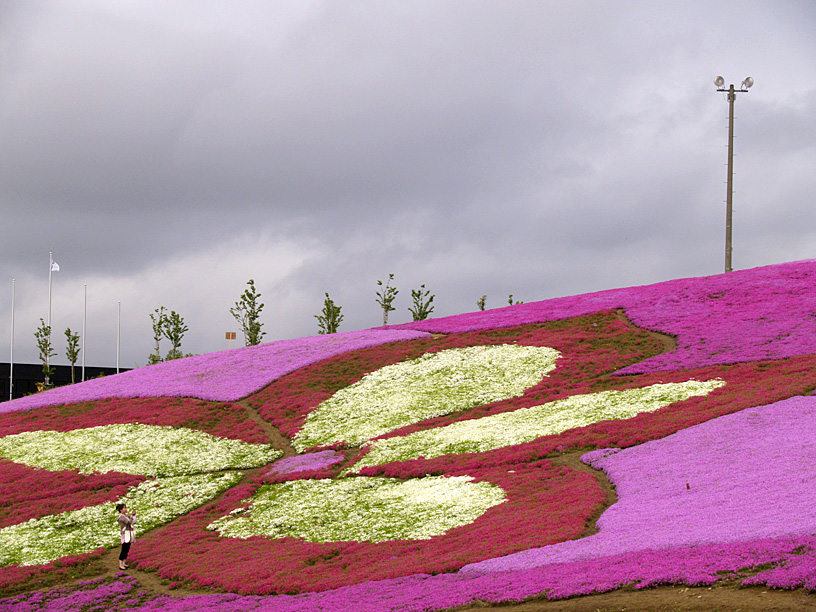
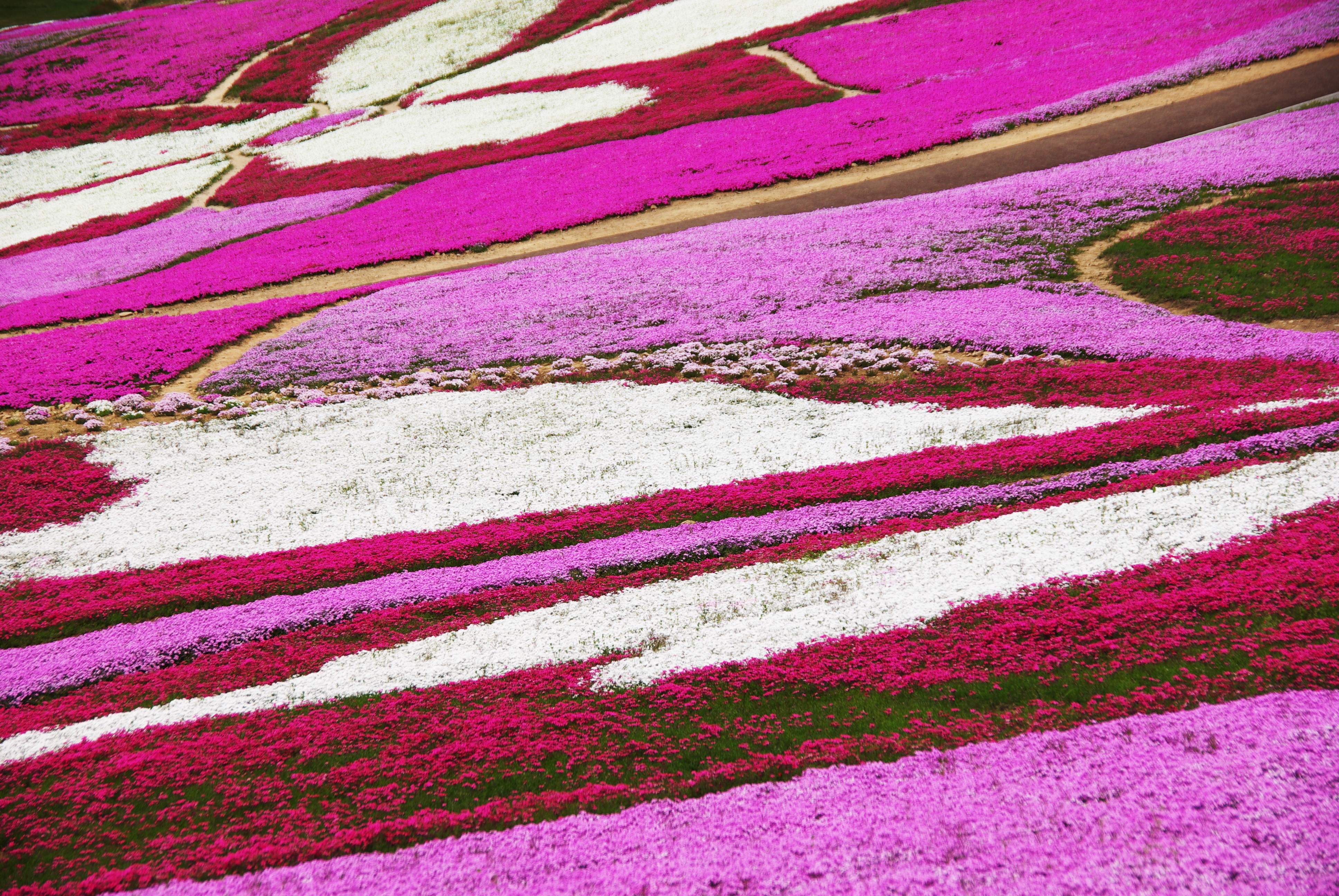

## アクセス
自動車
E46 秋田自動車道 大曲ICから約15分
E46 秋田自動車道 横手北SICから約12分

## 周辺
- 秋田県道36号大曲大森羽後線
- 市立大森病院
- 大森郵便局
- 横手市立大森小学校
- 横手市役所 大森庁舎（大森地域局）